# 92 a.C.

## Eventos
- Caio Cláudio Pulcro e Marco Perperna, cônsules romanos.
- Ocorre o primeiro contato diplomático entre Roma e a Pártia. Sula se encontra com um enviado partiano, e ambos os lados reconhecem o Rio Eufrates como uma fronteira em comum
- Gaius Sentius se torna governador da Macedônia romana, servindo até 88 a.C.

## Mortes
- Antíoco XI Epifânio Filadelfo, rei Selêucida, por afogamento